# Sava (Baronissi)
Sava is een plaats (frazione) in de Italiaanse gemeente Baronissi, provincie Salerno, en telt ongeveer 4.000 inwoners.